# Edy Voneschen
Edy (Edoardo) Voneschen (* 17. April 1892 in Samedan; † 11. April 1982 in Lugano) war ein Schweizer Maler, der vor allem Landschaften des Tessins, Bergells und Oberengadins malte.

## Leben und Karriere
Edy Voneschen wurde an einem Ostersonntag im Posthaus in Samedan als Sohn von Stefan Voneschen, dem Postverwalter, geboren. In seiner autobiographischen Notiz beschrieb er seine Kindheit in einer Familie mit fünf Brüdern und einer Schwester. Er genoss eine glückliche Kindheit, geprägt von den Berichten der Postkutschfahrer, die ihm Abenteuer erzählten. Früh zeigte sich seine Begeisterung für das Zeichnen, insbesondere unter der Anleitung des Lehrers Moritz Candrian, der ein bekannter Zeichner und Aquarellist war.
Nach seiner Schulzeit in Samedan besuchte Edy Voneschen die Ecole supérieure de commerce in Neuenburg. Von 1910 bis 1913 absolvierte er eine Lehre in der Kantonalbank in Chur. Während des Ersten Weltkriegs kehrte er aufgrund der Umstände nach Hause zurück und nutzte diese Zeit, um  Englisch zu lernen und seine Malerei zu vertiefen.
Nach seiner Malerausbildung pflegte er Freundschaften mit Künstlern wie Aldo Raimondi, Maurice Barraud, Hans Beat Wieland und anderen. In der Schweiz arbeitete er unter anderem als Rezeptionschef und Direktor von Hotels in Bern und Graubünden. Später betrieb er zusammen mit seiner Frau Tilla das Hotel «Albergo Rivabella» in Morcote, wo auch seine Tochter Giorgina geboren wurde.
Edy Voneschen verbrachte die Hälfte seines Lebens im Tessin. Er starb am Ostersonntag des Jahres 1982 in Lugano.

## Künstlerische Tätigkeit
Edy Voneschens bevorzugte Motive waren Landschaften aus dem Tessin, dem Bergell und dem Oberengadin. Seine Werke erinnern an die Landschaftsbilder von Ferdinand Hodler und Giovanni Segantini. Er stellte regelmässig in verschiedenen Orten im Tessin aus, auch im Hotel «Kulm» in St. Moritz und in der Chesa Planta in Samedan. Auch Sanremo und die Provence inspirierten ihn zu zahlreichen Werken.